# Murs i portals de Tivissa
Murs i portals de Tivissa és una obra de Tivissa (Ribera d'Ebre) declarada bé cultural d'interès nacional.

## Descripció
La vila closa de Tivissa tenia tres portes d'entrada: el portal d'Avall, el portal de l'Era i el portal de la Raval, aquest últim desaparegut. De les muralles en resten pocs vestigis, com també del castell medieval que s'erigia al seu interior. El nucli de població va començar a consolidar-se en època moderna, quan les cases van bastir-se sobre les restes de la fortificació. En algunes cases, com a Ca la Vila, s'hi observen arcs apuntats de pedra que podrien correspondre's amb les restes del castell.
El portal d'Avall està situat entre els carrers Pla i del Portell. Està construït a la planta baixa d'un edifici entre mitgeres de tres nivells d'alçat. La cara del carrer Portell s'obre formant un gran arc carpanell, dins el qual hi ha el portal d'arc de mig punt adovellat, essent a la part interior d'arc escarser. Als brancals del segon hi ha els forats on es fixaven els travessers que barraven la porta. La façana damunt del portal presenta dues finestres de mig punt, que abans havien estat ceràmiques i de majors dimensions. L'altra façana té una finestra de pedra acarada amb sortida a un balcó de base motllurada. El sostre entre aquesta façana i el portal és embigat. El portal de l'Era se situa entre el carrer Costa de l'Era i que porta el seu mateix nom. Estava construïda en una torre que sobresortia de la muralla, que en l'actualitat costa de diferenciar entre els edificis entre mitgeres que s'hi adossen. S'obre amb un portal d'arc de mig punt adovellat molt alt, amb motiu de la reforma del carrer, quan es va afegir als brancals una part ceràmica aixamfranada. A la part superior hi ha unes mènsules que sostenien un matacà. Està cobert amb volta de canó que arriba fins a l'altre costat, on hi ha un arc escarser més alt amb dues finestres d'arc de mig punt a sobre.

## Història
El castell termenat de Tivissa es troba documentat des del segle xii, domini sarraí fins aleshores, quan va ser lliurat als templers. L'any 1365, l'Infant Joan de Prades decretà que els masovers del terme ajudessin a la fortificació de la Vila, on es podrien recollir en temps de perill. Per accedir a la vila closa van construir-se els portals de l'Era, d'Avall i de la Raval. El portal de l'Era va ser reconstruït durant el segle xvii. Destruït el castell pels volts de 1725, sobre les seves ruïnes s'hi començaren a bastir les cases que configuren el nucli urbà. Entre elles destaca l'Hospital, on al segle xviii s'hi habilità l'ajuntament.
Davant del portal d'Avall hi havia la Creu del Portal, d'estil gòtic del segle xv, de 4,50 m. Va ser destruïda el 1936, i reconstruïda més endavant com a Creu dels Caiguts.